# Українська християнська євангельська церква
Українська Християнська Євангельська Церква (УХЄЦ) — українська церква харизматичного і п'ятидесятницького напрямку, що зародилася на Донбасі.

## Історична довідка
Українська Християнська Євангельська Церква є спадкоємцем особливої християнської традиції — пошуків богопізнання, як через відновлення біблійних основ публічного Богослужіння, так і через реалізацію християнських принципів у соціальному житті.
Українська Християнська Євангельська Церква сповідує Апостольське, Нікейське, Афанасійське сповідання віри. Як представник протестантської гілки християнства Церква сповідує хрещення у воді та хрещення Святим Духом. Церква також вірить у дари Святого Духа та необхідність публічного богослужіння з використанням музики, співу, танцю як проявів шанування, поваги, захоплення Богом, підпорядкування Йому духу, душі і тіла.
Наприкінці 80-х років Україна зазнала значних змін у духовній сфері, які обумовили потребу у заповнені так званого «духовного вакууму» та посиленні впливу християнства на суспільство. В цей час духовні пошуки багатьох вітчизняних баптистів та п'ятидесятників призвели до приєднання їх до харизматичного руху. Значний вплив на формування і розвиток харизматичного руху як в Україні взагалі, так і на Донбасі зокрема, зробили служителі церкви «Слово Життя» з м. Упсала (Швеція) Ульф Екман та Карл-Густав Северин. В результаті 1 травня 1990 р. у м. Донецьку була офіційно зареєстрована помісна церква «Слово життя».
Акція Української християнської євангельської церкви проти абортівСтрімкий розвиток та місіонерська діяльність цієї церкви у Донецькій, Луганській, Київській та інших областях України призвели до створення та реєстрації у 1993 р. всеукраїнського об'єднання церков — Української Християнської Євангельської Церкви.
На сьогодні до складу УХЄЦ входить більш 300 релігійних організацій, зокрема 1 релігійний центр, 8 обласних релігійних управлінь, 244 громади, 4 місії, 3 вищих духовних навчальних заклади, 8 біблійних шкіл, 244 недільні школи. Громади УХЄЦ діють у 14 областях України. Через християнську місію «Євангельське милосердя» УХЄЦ працює у 40 закладах пенітенціарної системи, здійснюючи в'язничне душпастирство. Церква звершує як місіонерську роботу, проповідуючи Євангелію, так і здійснює ряд соціальних програм, співпрацює з іншими християнськими конфесіями, громадськими організаціями та різними суспільними інститутами, діяльність яких відповідає напрямкам діяльності Церкви.
Українська Християнська Євангельська Церква бере активну участь у міжконфесійному діалозі, зокрема у діяльності Всеукраїнської Ради Церков і релігійних організацій, Нараді представників християнських церков України, Раді євангельських протестантських церков України.
Вищим керівним органом Української Християнської Євангельської Церкви є З'їзд повноважних делегатів усіх релігійних організацій, які входять до складу Церкви.
Старшим єпископом Української Християнської Євангельської Церкви є Падун Леонід.

## ЗМІ
«Сло́во жи́зни» — газета Луганського обласного управління Української християнської євангельської церкви. Виходить один раз на місяць. Реєстраційне свідоцтво ЛГ № 724 від 20 квітня 2004 року.